# EuroTel Slovak Indoor 2000
EuroTel Slovak Indoor 2000 — жіночий тенісний турнір, що проходив на закритих кортах з твердим покриттям Sibamac Arena у Братиславі (Словаччина). Належав до турнірів 4-ї категорії в рамках Туру WTA 2000. Турнір відбувся вдруге і тривав з 23 до 29 жовтня 2000 року. Володарка вайлд-кард Дая Беданова здобула титул в одиночному розряді.

## Переможниці та фіналістки

### Одиночний розряд
Дая Беданова —  Міріам Ореманс, 6–1, 5–7, 6–3
- Для Беданової це був єдиний титул в одиночному розряді за кар'єру.

### Парний розряд
Каріна Габшудова /  Даніела Гантухова —  Петра Мандула /  Патріція Вартуш, walkover